# Esquencachi
Esquencachi (auch: Eskencachi) ist eine Ortschaft im Departamento Potosí im südamerikanischen Andenstaat Bolivien.

## Lage im Nahraum
Esquencachi liegt in der Provinz Charcas und ist zentraler Ort im Cantón Eskencachi im Municipio San Pedro de Buena Vista. Die Ortschaft liegt auf einer Höhe von 4098 m an einem Bachlauf, der in südöstlicher Richtung über einen linken Nebenfluss zum Río Chayanta fließt, der ein Zufluss zum bolivianischen Río Grande ist.

## Geographie
Esquencachi liegt im zentralen westlichen Abschnitt der bolivianischen Cordillera Central, die sich als Teil der östlichen Anden-Kette zwischen dem Altiplano im Westen und dem bolivianischen Tiefland im Osten erstreckt. Das Klima der Region ist ein typisches Tageszeitenklima, bei dem die mittleren Temperaturen im Tagesverlauf stärker schwanken als im Jahresverlauf.
Die Jahresdurchschnittstemperatur im langjährigen Mittel liegt bei etwa 4 °C (siehe Klimadiagramm Colquechaca), die Monatswerte bewegen sich zwischen 0 °C im Juni/Juli und 6 °C von November bis Januar. Die jährliche Niederschlagsmenge beträgt 460 mm, von Mai bis August herrscht eine Trockenzeit von monatlich weniger als 5 mm Niederschlag, während die Niederschlagshöhe im Januar und Februar etwa 100 mm erreicht.

## Verkehrsnetz
Esquencachi liegt in einer Entfernung von 232 Straßenkilometern nördlich von Potosí, der Hauptstadt des Departamentos.
Von Potosí aus führt die Nationalstraße Ruta 1 in nordwestlicher Richtung bis Cruce Culta (früher: Ventilla) und weiter über Oruro Richtung La Paz und den Titicacasee. In Cruce Culta zweigt eine unbefestigte Landstraße nach Norden ab und erreicht nach 38 Kilometern die Ruta 6, zwei Kilometer nördlich der Ortschaft Macha. Von Macha aus führt eine unbefestigte Landstraße nach Nordosten den Río Jachcha Kallpa aufwärts, überquert den Fluss nach acht Kilometern, und erreicht nach insgesamt 20 Kilometern das 600 Meter höher gelegene Colquechaca.
Von Colquechaca führt eine Straße in anfangs westlicher, später nordwestlicher Richtung in das 22 Kilometer entfernte Colca Pampa. Sechs Kilometer hinter Colca Pampa durchquert die Straße den Ort Chiaraque, durchquert nach zwölf weiteren Kilometern den Río Chayanta und erklimmt auf den folgenden fünf Kilometern den Hang bis Cenajo. Nach vier Kilometern führt die Straße vorbei an Tuscufaya, berührt nach zwei weiteren Kilometern Tejori und führt nach zehn Kilometernweiter nach Esquencachi.

## Bevölkerung
Die Einwohnerzahl der Ortschaft ist in dem Jahrzehnt zwischen den beiden letzten Volkszählungen um etwa ein Fünftel angestiegen:
| Jahr | Einwohner         | Quelle       |
| ---- | ----------------- | ------------ |
| 1992 | keine Detaildaten | Volkszählung |
| 2001 | 136               | Volkszählung |
| 2012 | 164               | Volkszählung |
| 2024 |                   | Volkszählung |

Die Region weist einen deutlichen Anteil an Quechua-Bevölkerung auf, im Municipio Pocoata sprechen 81 Prozent der Bevölkerung Quechua.